# Lijst van nummer 1-hits in de Vlaamse top 10 in 2024
Deze hits stonden in 2024 op nummer 1 in de Vlaamse top 30 van Ultratop.
| Datum        | Artiest                  | Titel                      |
| ------------ | ------------------------ | -------------------------- |
| 6 januari    | Maksim & Emma Heesters   | Dat hadden wij moeten zijn |
| 13 januari   | Metejoor                 | Eigen schuld               |
| 20 januari   | Maksim & Emma Heesters   | Dat hadden wij moeten zijn |
| 27 januari   | Maksim & Emma Heesters   | Dat hadden wij moeten zijn |
| 3 februari   | Bazart & Pommelien Thijs | Hou mij vast               |
| 10 februari  | Bazart & Pommelien Thijs | Hou mij vast               |
| 17 februari  | Bazart & Pommelien Thijs | Hou mij vast               |
| 24 februari  | Bazart & Pommelien Thijs | Hou mij vast               |
| 2 maart      | Pommelien Thijs          | Het beste moet nog komen   |
| 9 maart      | Pommelien Thijs          | Het beste moet nog komen   |
| 16 maart     | Pommelien Thijs          | Het beste moet nog komen   |
| 23 maart     | Pommelien Thijs          | Het beste moet nog komen   |
| 30 maart     | Pommelien Thijs          | Het beste moet nog komen   |
| 6 april      | Pommelien Thijs          | Het beste moet nog komen   |
| 13 april     | Pommelien Thijs          | Het beste moet nog komen   |
| 20 april     | Pommelien Thijs          | Het beste moet nog komen   |
| 27 april     | Pommelien Thijs          | Het beste moet nog komen   |
| 4 mei        | Pommelien Thijs          | Het beste moet nog komen   |
| 11 mei       | Metejoor                 | Groot                      |
| 18 mei       | Metejoor                 | Groot                      |
| 25 mei       | Pommelien Thijs          | Het beste moet nog komen   |
| 1 juni       | Hannah Mae & Maksim      | Ik wil dat je liegt        |
| 8 juni       | Hannah Mae & Maksim      | Ik wil dat je liegt        |
| 15 juni      | Hannah Mae & Maksim      | Ik wil dat je liegt        |
| 22 juni      | Metejoor                 | Groot                      |
| 29 juni      | Metejoor                 | Groot                      |
| 6 juli       | Hannah Mae & Maksim      | Ik wil dat je liegt        |
| 13 juli      | Hannah Mae & Maksim      | Ik wil dat je liegt        |
| 20 juli      | Hannah Mae & Maksim      | Ik wil dat je liegt        |
| 27 juli      | Hannah Mae & Maksim      | Ik wil dat je liegt        |
| 3 augustus   | Hannah Mae & Maksim      | Ik wil dat je liegt        |
| 10 augustus  | Hannah Mae & Maksim      | Ik wil dat je liegt        |
| 17 augustus  | Hannah Mae & Maksim      | Ik wil dat je liegt        |
| 24 augustus  | Hannah Mae & Maksim      | Ik wil dat je liegt        |
| 31 augustus  | Hannah Mae & Maksim      | Ik wil dat je liegt        |
| 7 september  | Hannah Mae & Maksim      | Ik wil dat je liegt        |
| 14 september | Hannah Mae & Maksim      | Ik wil dat je liegt        |
| 21 september | Hannah Mae & Maksim      | Ik wil dat je liegt        |
| 28 september | Hannah Mae & Maksim      | Ik wil dat je liegt        |
| 5 oktober    | Hannah Mae & Maksim      | Ik wil dat je liegt        |
| 12 oktober   | Hannah Mae & Maksim      | Ik wil dat je liegt        |
| 19 oktober   | Pommelien Thijs & MEAU   | Het midden                 |
| 26 oktober   | Pommelien Thijs & MEAU   | Het midden                 |
| 2 november   | Pommelien Thijs & MEAU   | Het midden                 |
| 9 november   | Pommelien Thijs & MEAU   | Het midden                 |
| 16 november  | Pommelien Thijs & MEAU   | Het midden                 |
| 23 november  | Pommelien Thijs & MEAU   | Het midden                 |
| 30 november  | Pommelien Thijs & MEAU   | Het midden                 |
| 7 december   | Pommelien Thijs & MEAU   | Het midden                 |
| 14 december  | Pommelien Thijs & MEAU   | Het midden                 |
| 21 december  | Pommelien Thijs & MEAU   | Het midden                 |
| 28 december  | Pommelien Thijs & MEAU   | Het midden                 |

Lijsten van nummer 1-hits in de Radio 2 Top 30

1970 ·
1971 ·
1972 ·
1973 ·
1974 ·
1975 ·
1976 ·
1977 ·
1978 ·
1979 ·
1980 ·
1981 ·
1982 ·
1983 ·
1984 ·
1985 ·
1986 ·
1987 ·
1988 ·
1989 ·
1990 ·
1991 ·
1992 ·
1993 ·
1994 ·
1995 ·
1996 ·
1997 ·
1998 ·
1999 ·
2000 ·
2001 ·
2002 ·
2003 ·
2004 ·
2005 ·
2006 ·
2007 ·
2008 ·
2009 ·
2010 ·
2011 ·
2012 ·
2013 ·
2014 ·
2015 ·
2016 ·
2017 ·
2018 ·
2019 ·
2020 ·
2021 ·
2022 ·
2023 ·
2024 ·
2025
Lijsten van nummer 1-hits in de Ultratop 50 

1995 ·
1996 ·
1997 ·
1998 ·
1999 ·
2000 ·
2001 ·
2002 ·
2003 ·
2004 ·
2005 ·
2006 ·
2007 ·
2008 ·
2009 ·
2010 ·
2011 ·
2012 ·
2013 ·
2014 ·
2015 ·
2016 ·
2017 ·
2018 ·
2019 ·
2020 ·
2021 ·
2022 ·
2023 ·
2024 ·
2025
Lijsten van nummer 1-hits in de Vlaamse top 50

2001 ·
2002 ·
2003 ·
2004 ·
2005 ·
2006 ·
2007 ·
2008 ·
2009 ·
2010 ·
2011 ·
2012 ·
2013 ·
2014 ·
2015 ·
2016 ·
2017 ·
2018 ·
2019 ·
2020 ·
2021 ·
2022 ·
2023 ·
2024 ·
2025
- Nederland (Top 40)
- Nederland (Single Top 100)
- Nederland (538 Top 50)
- Nederland (Verrukkelijke 15)
- Nederland (Graadmeter)
- Vlaanderen (Radio 2 Top 30)
- Vlaanderen (Ultratop 50)
- Vlaanderen (Top 30 van Ultratop)